# Tramwaje w Centerville
Tramwaje w Centerville − zlikwidowany system komunikacji tramwajowej w Centerville w Stanach Zjednoczonych, działający w latach 1879−1933.

## Historia
Pierwsze tramwaje w Centerville uruchomiono w 1879, były to tramwaje parowe, które kursowały na podmiejskiej linii do Albia. W 1887 uruchomiono tramwaje konne. Były dwie linie tramwaju konnego:
- Rynek − Main Street − 3rd Street
- Rynek − 3rd Avenue − dworzec kolejowy

Do obsługi tras o długości 5 km posiadano 7 wagonów i 21 koni. Tramwaje konne, które kursowały po torach o szerokości 1219 mm zlikwidowano w 1892. W sierpniu 1914 uruchomiono tramwaje elektryczne na linii do Albia, zastępując tramwaje parowe. Linia tramwajowa miała długość 32 km. W wagonach były przedziały dla palących i dla kobiet. W latach 20. XX w. rozpoczął się powolny spadek przewożonych pasażerów, dlatego zlikwidowano miejskie odcinki linii, które zostały zastąpione przez autobusy. W marcu 1933 zlikwidowano przewozy pasażerskie na linii, a przewozy towarowe prowadzone były do 18 lipca 1967.